# Макс Бентлі
Макс Бентлі (англ. Max Bentley, нар. 1 березня 1920, Деліль — пом. 19 січня 1984, Саскатун) — канадський хокеїст, що грав на позиції центрального нападника.
Член Зали слави хокею з 1966 року. Володар Кубка Стенлі. Провів понад 600 матчів у Національній хокейній лізі. 

## Ігрова кар'єра
Народився в багатодітній сім'ї емігрантів із Йоркшира. Його разом з іншими братами навчав хокею батько Білл Бентлі. Молодший брат Рега Бентлі та Дага Бентлі, з якими 1943 року утворив першу в історії НХЛ «родинну» трійку нападників.
Хокейну кар'єру розпочав 1937 року.
Протягом професійної клубної ігрової кар'єри, що тривала 15 років, захищав кольори команд «Чикаго Блек Гокс», «Торонто Мейпл-Ліфс» та «Нью-Йорк Рейнджерс».
Загалом провів 696 матчів у НХЛ, включаючи 51 гру плей-оф Кубка Стенлі.

## Нагороди та досягнення
- Приз Леді Бінг — 1943.
- Пам'ятний трофей Гарта — 1946.
- Перша команда всіх зірок НХЛ — 1946.
- Друга команда всіх зірок НХЛ — 1947.
- Учасник матчу усіх зірок НХЛ — 1947, 1948, 1949, 1951.
- Володар Кубка Стенлі в складі «Торонто Мейпл-Ліфс» — 1948, 1949, 1951.

Входить до числа 100 найкращих гравців НХЛ за версією журналу The Hockey News.

## Статистика
| Сезон        | Клуб                    | Ліга         | Регулярний сезон | Регулярний сезон | Регулярний сезон | Регулярний сезон | Регулярний сезон | Плей-оф | Плей-оф | Плей-оф | Плей-оф | Плей-оф |
| Сезон        | Клуб                    | Ліга         | І                | Г                | П                | О                | ШХ               | І       | Г       | П       | О       | ШХ      |
| ------------ | ----------------------- | ------------ | ---------------- | ---------------- | ---------------- | ---------------- | ---------------- | ------- | ------- | ------- | ------- | ------- |
| 1937–38      | «Дромгелер Майнерс»     | ASHL         | 26               | 28               | 15               | 43               | 10               | 5       | 7       | 1       | 8       | 2       |
| 1938–39      | «Дромгелер Майнерс»     | ASHL         | 32               | 29               | 24               | 53               | 16               | 6       | 5       | 3       | 8       | 6       |
| 1939–40      | «Саскатун Квакерс»      | SSHL         | 31               | 37               | 14               | 51               | 4                | 4       | 1       | 1       | 2       | 2       |
| 1940–41      | «Провіденс Редс»        | АХЛ          | 9                | 4                | 2                | 6                | 0                | —       | —       | —       | —       | —       |
| 1940–41      | «Канзас-Сіті Амеріканс» | АХА          | 5                | 5                | 5                | 10               | 0                | —       | —       | —       | —       | —       |
| 1940–41      | «Чикаго Блек Гокс»      | НХЛ          | 36               | 7                | 10               | 17               | 6                | 4       | 1       | 3       | 4       | 2       |
| 1941–42      | «Чикаго Блек Гокс»      | НХЛ          | 38               | 13               | 17               | 30               | 2                | 3       | 2       | 0       | 2       | 0       |
| 1942–43      | «Чикаго Блек Гокс»      | НХЛ          | 47               | 26               | 44               | 70               | 2                | —       | —       | —       | —       | —       |
| 1945–46      | «Чикаго Блек Гокс»      | НХЛ          | 47               | 31               | 30               | 61               | 6                | 4       | 1       | 0       | 1       | 4       |
| 1946–47      | «Чикаго Блек Гокс»      | НХЛ          | 60               | 29               | 43               | 72               | 12               | —       | —       | —       | —       | —       |
| 1947–48      | «Чикаго Блек Гокс»      | НХЛ          | 6                | 3                | 3                | 6                | 0                | —       | —       | —       | —       | —       |
| 1947–48      | «Торонто Мейпл-Ліфс»    | НХЛ          | 53               | 23               | 25               | 48               | 14               | 9       | 4       | 7       | 11      | 0       |
| 1948–49      | «Торонто Мейпл-Ліфс»    | НХЛ          | 60               | 19               | 22               | 41               | 18               | 9       | 4       | 3       | 7       | 2       |
| 1949–50      | «Торонто Мейпл-Ліфс»    | НХЛ          | 69               | 23               | 18               | 41               | 14               | 7       | 3       | 3       | 6       | 0       |
| 1950–51      | «Торонто Мейпл-Ліфс»    | НХЛ          | 67               | 21               | 41               | 62               | 34               | 11      | 2       | 11      | 13      | 4       |
| 1951–52      | «Торонто Мейпл-Ліфс»    | НХЛ          | 69               | 24               | 17               | 41               | 40               | 4       | 1       | 0       | 1       | 2       |
| 1952–53      | «Торонто Мейпл-Ліфс»    | НХЛ          | 36               | 12               | 11               | 23               | 16               | —       | —       | —       | —       | —       |
| 1953–54      | «Нью-Йорк Рейнджерс»    | НХЛ          | 57               | 14               | 18               | 32               | 15               | —       | —       | —       | —       | —       |
| 1954–55      | «Саскатун Квакерс»      | ЗХЛ          | 40               | 24               | 17               | 41               | 23               | —       | —       | —       | —       | —       |
| 1955–56      | «Саскатун Квакерс»      | ЗХЛ          | 10               | 2                | 2                | 4                | 20               | —       | —       | —       | —       | —       |
| 1958–59      | «Саскатун Квакерс»      | ЗХЛ          | 26               | 6                | 12               | 18               | 2                | —       | —       | —       | —       | —       |
| 1962–63      | «Бербанк Старс»         | КаХЛ         | —                | —                | —                | —                | —                | —       | —       | —       | —       | —       |
| Усього в НХЛ | Усього в НХЛ            | Усього в НХЛ | 645              | 245              | 299              | 544              | 179              | 51      | 18      | 27      | 45      | 14      |